# Фонвізіна Наталія Дмитрівна

Фонвізіна Н.Д. 1833 рік. Акварель Бестужева

Фонвізіна Наталя Дмитрівна, до шлюбу Апухтіна (1 квітня 1803 (1805) — 10 жовтня 1869 року) — дружина декабриста, генерал-майора М. Фонвізіна, пішла за чоловіком у Сибір. Після його смерті дружина декабриста Пущина.

## Біографія
Батько- Дмитро Якимович Апухтін (1768 рік - 1838 рік), поміщик, предводитель костромського дворянства. Мати - Марія Павлівна Фонвізіна (1779 - 1842 рік), двоюрідна сестра  М. Фонвізіна.  
У вересні 1822 року Наталя Дмитрівна стала дружиною генерала М. Фонвізіна. У грудні 1825 року, коли Фонвізін був заарештований, попри вагітність, Наталія поїхала за ним до Петербурга. Їй навіть вдалося добитися побачення з чоловіком. Приїхала до Чити в березні 1828 року. Слідом за чоловіком переїхала в  Петровський завод в 1830 році. У Петровському заводі народила двох дітей, які померли в ранньому віці. За указом від 8 листопада 1832 року М. А. Фонвізін був відправлений на поселення в Єнісейськ. Спочатку місцем їх поселення був призначений Нерчинськ. Родичі Фонвізіних виклопотали їм дозвіл на Єнісейськ. Фонвізіни прибутку в Єнісейськ 20 березня 1834 року. У Єнісейську Фонвізіна займалася перекладами, шиттям, першої в місті почала вирощувати квіти. 3 березня 1835 року Фонвізіним було дозволено переїхати у Красноярськ, в 1837 році в Тобольськ. У 1850 році в Тобольську домоглася побачення в тюрмі з  Ф. М. Достоєвським,  Михайлом Васильовичем Петрашевським та іншими петрашевцями. Від Петрашевського дізналася, що її син Дмитро також належав до кола петрашевців. Надавала петрашевцям допомогу. Пізніше Достоєвський описав цю зустріч так: 
"У Тобольську, коли ми в очікуванні подальшої долі, сиділи в острозі, дружини декабристів ублагали наглядача і влаштували з нами таємне побачення. Ми побачили цих великих страдниць, добровільно пішли за своїми чоловіками в Сибір. Вони кинули всі: знатність, багатство, зв'язки та рідних, всім пожертвували для найвищого морального обов'язку. Ні в чому не повинні, вони за довгі 25 років перенесли все, що перенесли їх засуджені чоловіки. Побачення тривало годину. Вони благословили нас в новий шлях, перехрестили і обдарували Євангелієм - єдина книга, дозволена в острозі. 4 роки пролежало воно під моєю подушкою на каторзі. Я читав її іноді й іншим. По ній вивчив читати одного каторжника". 
З цим Євангелієм Достоєвський не розлучався все життя.

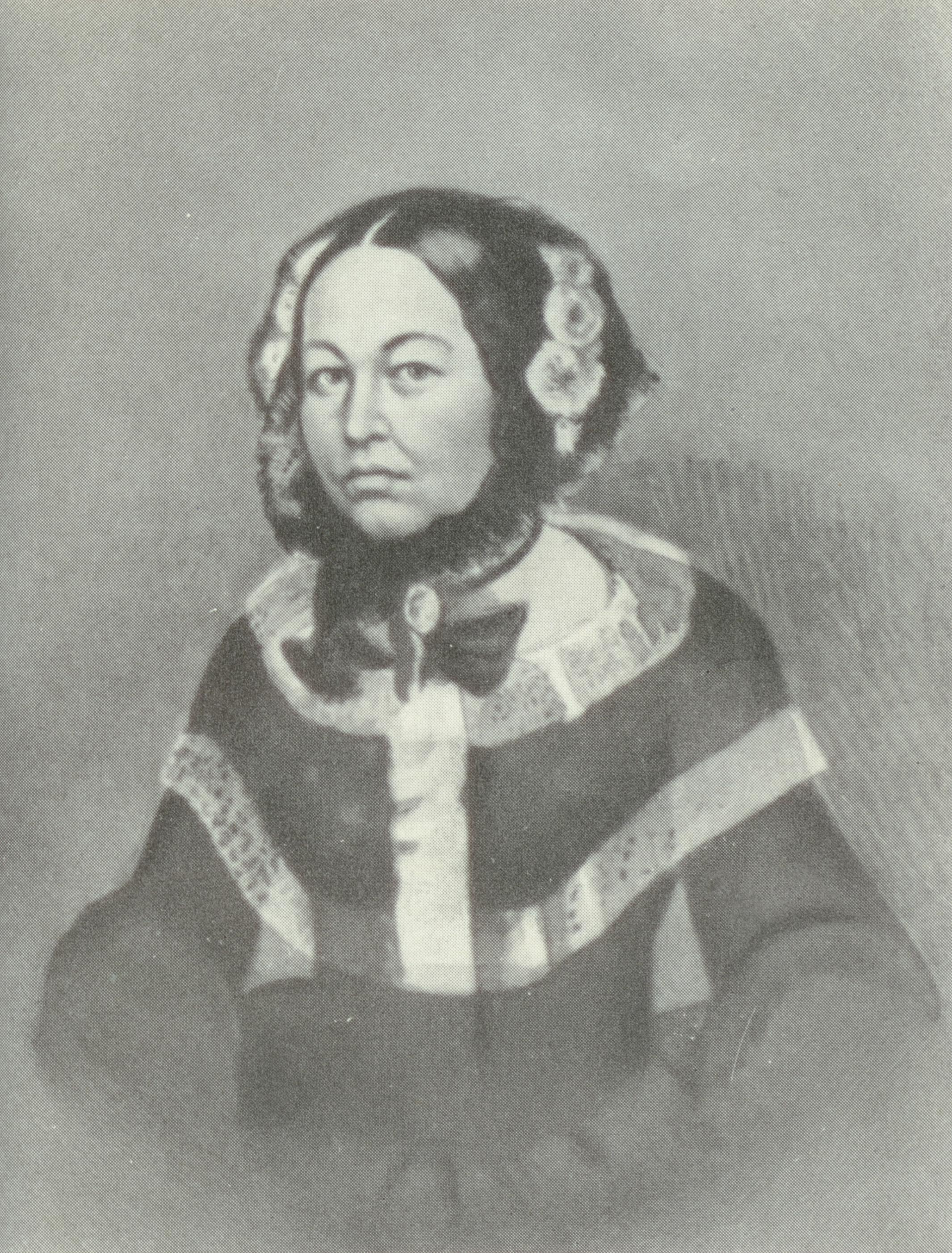
Фонвізіна Н.Д. 1840-і роки. Худ.Знаменський М.С.

Виїхала з Тобольська 15 квітня 1853 року. Прибула до  Москви 11 травня 1853 року. Фонвізіна оселилися в підмосковному маєтку Мар'їно. Після смерті Фонвізіна 22 травня 1857 року 52-річна М. Д. Фонвізіна поєднувалася шлюбом з 59-річнім декабристом  Пущина. У 1859 році Іван Пущин помер. Її будинок у Мар'їно, а потім у Москві завжди славівся прівітністю І гостінністю, у ньому знаходив притулок друзі (тут помер у 1865 році декабрист Бобрищев-Пушкін Павло Сергійович). Після смерті Пущина Наталія Фонвізіна переїхала з Мар'їна до Москви. В останні роки життя була паралізована. Померла 10 жовтня 1869 року, похована на кладовищі Покровського монастиря. Могила не збереглася.

## Літературний прототип
Наталя Фонвізіна вважала себе прообразом пушкінської Тетяни Ларіної і тому ототожнювала себе з цією літературною персонажкою, підписуючи іноді листа: «Тетяна». І. І. Пущину вона писала: «Ваш приятель Олександр Сергійович, як поет, прекрасно і вірно схопив мій характер, палкий, мрійливий і зосереджений в собі, і чудово описав перший його прояв при вступі в свідоме життя».

## Діти
Дмитро (26 серпня 1824 - 30 жовтня 1850) - студент Петербурзького університету, петрашевець, помер в Одесі; Михайло (4 лютого 1826 - 26 листопада 1851) - відставний підпоручик лейб-гвардії  Преображенського полку, помер в  Одесі; в Петровському заводі народилися і померли Богдан, Іван (1832 - 1834).